# كلايف مارشال
كلايف مارشال (بالإنجليزية: Clive Marshall)‏ هو مجدف بريطاني، ولد في 1939 في نوتنغهام في المملكة المتحدة.

## وصلات خارجية
- كلايف مارشال على موقع الاتحاد الدولي للتجديف (الإنجليزية)
- كلايف مارشال على موقع أوليمبيديا (الإنجليزية)